# Lodovico Ferrari
Lodovico Ferrari (n. 2 februarie 1522, Bologna – d. 5 octombrie 1565) a fost un matematician italian, cunoscut în special pentru studiul ecuațiilor de gradul al patrulea.
A avut preocupări și studii și în alte domenii ca: arhitectură, geografie, astronomie, filologia greacă și latină.
S-a născut într-o familie săracă.
La 14 ani, tatăl l-a dus la Milano, unde i-a fost discipol lui Girolamo Cardano, cu care ulterior a colaborat în studiul ecuațiilor de ordin 3, 4 și 5.
Ca elev, a înregistrat mari progrese, astfel că la 18 ani ținea cursuri de matematică.
La 28 de ani intră ca profesor la Milano, apoi la Bologna.
În 1565, cu puțin înainte de a muri, își ia doctoratul în matematică.
Cea mai mare realizare a sa este în domeniul algebrei, prin descoperirea metodei de rezolvare a ecuațiilor algebrice de gradul al IV-lea, metodă publicată de Cardano în 1545.
Metoda sa de rezolvare consta în introducerea unei necunoscute auxiliare.
De asemenea, a demonstrat și extins formulele pentru rezolvarea ecuațiilor cubice, descoperite de Niccolò Tartaglia și Scipione del Ferro.
A avut o viață agitată, intrând în conflict cu diverse persoane.
Astfel, l-a provocat la duel pe Tartaglia, susținând că în articolul In Castello di sfida (1547) l-a plagiat.
În 1565 devine profesor la Universitatea din Bologna.
La scurt timp însă moare otrăvit cu arsenic de sora sa.